# إلياس فلورنسا
إلياس فلورنسا (بالإنجليزية: Elias Florence) هو سياسي أمريكي، ولد في 15 فبراير 1797 بمقاطعة فاوكواير في الولايات المتحدة، وتوفي في 21 نوفمبر 1880 في الولايات المتحدة. حزبياً، نشط في حزب اليمين. وقد انتخب عضو مجلس نواب أوهايو وانتخب عضو مجلس النواب الأمريكي.